# Bamm Bamm Rubble
Bamm Bamm Rubble este un personaj fictiv din seria de desene animate Familia Flintstone.

## Despre personaj
Bamm Bamm este fiul adoptiv al vecinilor familiei Flintstone, Barney și Betty Rubble. Bamm Bamm este cel mai puternic bebeluș din lume și îl poate arunca pe Fred Flintstone tocmai în curte. Îi place să se joace cu Pebbles Flintstone și își ajută părinții ridicând mobilierul; Bamm Bamm este bebelușul dur din desenele Familia Flintstone.

## Voci

### În română
- Cristina Serac (episoadele 91, 105, 107, 109, 110, 112-117, 124, 136 din serialul Familia Flintstone)
- Mirela Corbeanu (episoadele 101-104, 106, 108, 111, 118-123, 125-135, 137-140 din serialul Familia Flintstone)
- Florian Silaghi (filmele: Omul numit Flintstone și Familia Flintstone: Eu Yabba-Dabba Do!)